# Callaway County
Das Callaway County ist ein County im US-amerikanischen Bundesstaat Missouri. Im Jahr 2020 hatte das County 44.283 Einwohner und eine Bevölkerungsdichte von 20,4 Einwohnern pro Quadratkilometer. Der Verwaltungssitz (County Seat) ist Fulton, das nach Robert Fulton benannt wurde, dem Erfinder der Dampfboote.

## Geografie
Das County liegt etwas nordöstlich des geografischen Zentrums von Missouri am Nordufer des Missouri River. Es hat eine Fläche von 2194 Quadratkilometern, wovon 21 Quadratkilometer Wasserfläche sind.
Die nördlich des Missouri liegenden Stadtteile von Jefferson City, der Hauptstadt des Bundesstaates Missouri, gehören zum Calloway County. Östlich davon erstreckt sich beiderseits des Flusses das so genannte Missouri Rhineland, eine Region, die lange Zeit stark von Weinbau betreibenden deutschen Einwanderern aus dem Rheinland und deren Nachfahren geprägt war.
An das Calloway County grenzen folgende Nachbarcountys:
|              | Audrain County |                   |
| Boone County |                | Montgomery County |
| Cole County  | Osage County   | Gasconade County  |

## Geschichte
Das Callaway County wurde am 25. November 1820 aus ehemaligen Teilen des Montgomery Countys gebildet. Benannt wurde es nach James Calloway (1783–1815), einem Offizier und Enkel von Daniel Boone.
Zwei Orte haben den Status einer National Historic Landmark, die Research Cave und das Westminster College Gymnasium. 19 Bauwerke und Stätten des Countys sind insgesamt im National Register of Historic Places eingetragen (Stand 5. Februar 2018).

## Demografische Daten
Nach der Volkszählung im Jahr 2010 lebten im Callaway County 44.332 Menschen in 15.786 Haushalten. Die Bevölkerungsdichte betrug 20,4 Einwohner pro Quadratkilometer. In den 15.786 Haushalten lebten statistisch je 2,50 Personen.
Ethnisch betrachtet setzte sich die Bevölkerung zusammen aus 92,0 Prozent Weißen, 4,6 Prozent Afroamerikanern, 0,5 Prozent amerikanischen Ureinwohnern, 0,6 Prozent Asiaten sowie aus anderen ethnischen Gruppen; 1,9 Prozent stammten von zwei oder mehr Ethnien ab. Unabhängig von der ethnischen Zugehörigkeit waren 001,6000 Prozent der Bevölkerung spanischer oder lateinamerikanischer Abstammung.
22,6 Prozent der Bevölkerung waren unter 18 Jahre alt, 65,1 Prozent waren zwischen 18 und 64 und 12,3 Prozent waren 65 Jahre oder älter. 48,6 Prozent der Bevölkerung war weiblich.

Das jährliche Durchschnittseinkommen eines Haushalts lag bei 47.214 USD. Das Prokopfeinkommen betrug 21.521 USD. 11,0 Prozent der Einwohner lebten unterhalb der Armutsgrenze.

## Ortschaften im Callaway County
| Citys - Auxvasse - Fulton - Holts Summit | 0 - Jefferson City1 - Mokane - New Bloomfield | Villages - Kingdom City - Lake Mykee Town |

1 – teilweise im Cole County

Unincorporated Communities
| - Bachelor - Boydsville - Browns Ford - Callaway - Calwood - Carrington - Cedar City - Concord | - Dixie - Earl - Eastville - Guthrie - Hams Prairie - Hatton - Hereford - Lindbergh | - Millersburg - North Jefferson - Pitcher - Portland - Readsville - Reform - Shamrock - Steedman | - Stephens - Tebbetts - Toledo - Wainwright - Williamsburg - Youngers - Yucatan |

## Gliederung
Das Callaway County ist in 18 Townships eingeteilt:
| Township                   | Einwohner (2010) | FIPS     |
| -------------------------- | ---------------- | -------- |
| Auxvasse Township          | 1000             | 29-02656 |
| Bourbon Township           | 2059             | 29-07516 |
| Caldwell Township          | 438              | 29-10414 |
| Calwood Township           | 1097             | 29-10666 |
| Cedar Township             | 2937             | 29-12160 |
| Cleveland Township         | 742              | 29-14752 |
| Cote Sans Dessein Township | 1122             | 29-16642 |
| East Fulton Township       | 10.231           | 29-20854 |
| Guthrie Township           | 604              | 29-29800 |

| Township                   | Einwohner (2010) | FIPS     |
| -------------------------- | ---------------- | -------- |
| Jackson Township           | 2150             | 29-35612 |
| Liberty Township           | 840              | 29-41996 |
| McCredie Township          | 760              | 29-44876 |
| Nine Mile Prairie Township | 790              | 29-52508 |
| Round Prairie Township     | 1038             | 29-63362 |
| St. Aubert Township        | 1969             | 29-64010 |
| Shamrock Township          | 413              | 29-66962 |
| Summit Township            | 8873             | 29-71548 |
| West Fulton Township       | 7269             | 29-78766 |